# Desmia stenoleuca
Desmia stenoleuca là một loài bướm đêm trong họ Crambidae.